# Residente (rapper)
Residente, pseudonimo di Réné Pérez Joglar (Hato Rey, 23 febbraio 1978), è un rapper, cantante e compositore portoricano.
Voce del gruppo Calle 13, di cui fanno parte anche la sorella Ileana Mercedes Cabra Joglar ("PG-13") e il fratellastro Eduardo Cabra ("Visitante"). Nel corso della sua carriera ha vinto ventotto Latin Grammy Award e cinque Grammy Award (di cui due da solista).

## Biografia

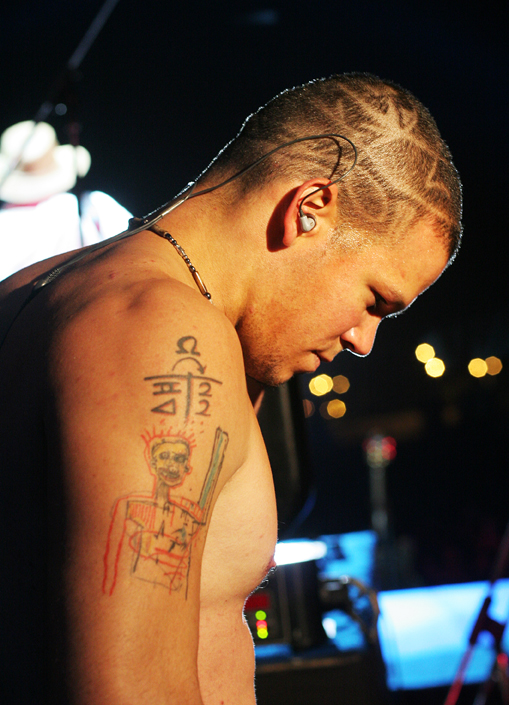
Residente nel 2004

Figlio di un avvocato dell'unione operaia e ex leader studentesco dell'Università di Puerto Rico e dell'attrice Flor Joglar de Garcia, che appartenne alla compagnia 'Teatro del Sesenta', Réné incominciò la sua carriera artistica come cantante di Reggaeton, ma ora i suoi testi sono una critica sociale e politica, accompagnati da hip-hop, urban e musica latinoamericana.
Réné è stato fidanzato con la ex Miss Universo Denise Quiñones; ha avuto successivamente una relazione con l'attrice argentina Soledad Fandiño, con la quale ha avuto un figlio, Milo. Attualmente è in una relazione con la modella polacca Kasia Marciniak.

## Discografia

### Con Calle 13
- 2005 - Calle 13
- 2007 - Residente o Visitante
- 2008 - Los de atrás vienen conmigo
- 2010 - Entren los que quieran
- 2014 - Multi viral

### Solista
Album in studio
- 2017 - Residente
- 2024 - Las letras ya no importan

Singoli
- 2017 - Somos anormales
- 2017 - Desencuentro
- 2019 - René
- 2022 - This Is Not America
- 2023 - Quiero ser baladista
- 2023 - Problema cabrón
- 2024 - Ron en el piso
- 2024 - Pólvora de ayer
- 2024 - 313

### Collaborazioni
- 2009 - Cantora, un viaje íntimo (di Mercedes Sosa, nella canzone «Canción para un niño en la calle»)
- 2010 - Sale el sol (di Shakira, nella canzone «Gordita»)
- 2010 - On the rock (di Andrés Calamaro, nella canzone «Insoportablemente cruel»)
- 2018 - Soy yo (di Kany García, nella canzone «Banana Papaya»)